# Arak, Şarkikaraağaç
Arak là một xã thuộc huyện Şarkikaraağaç, tỉnh Isparta, Thổ Nhĩ Kỳ. Dân số thời điểm năm 2011 là 741 người.